# Temple de la renommée du baseball mexicain

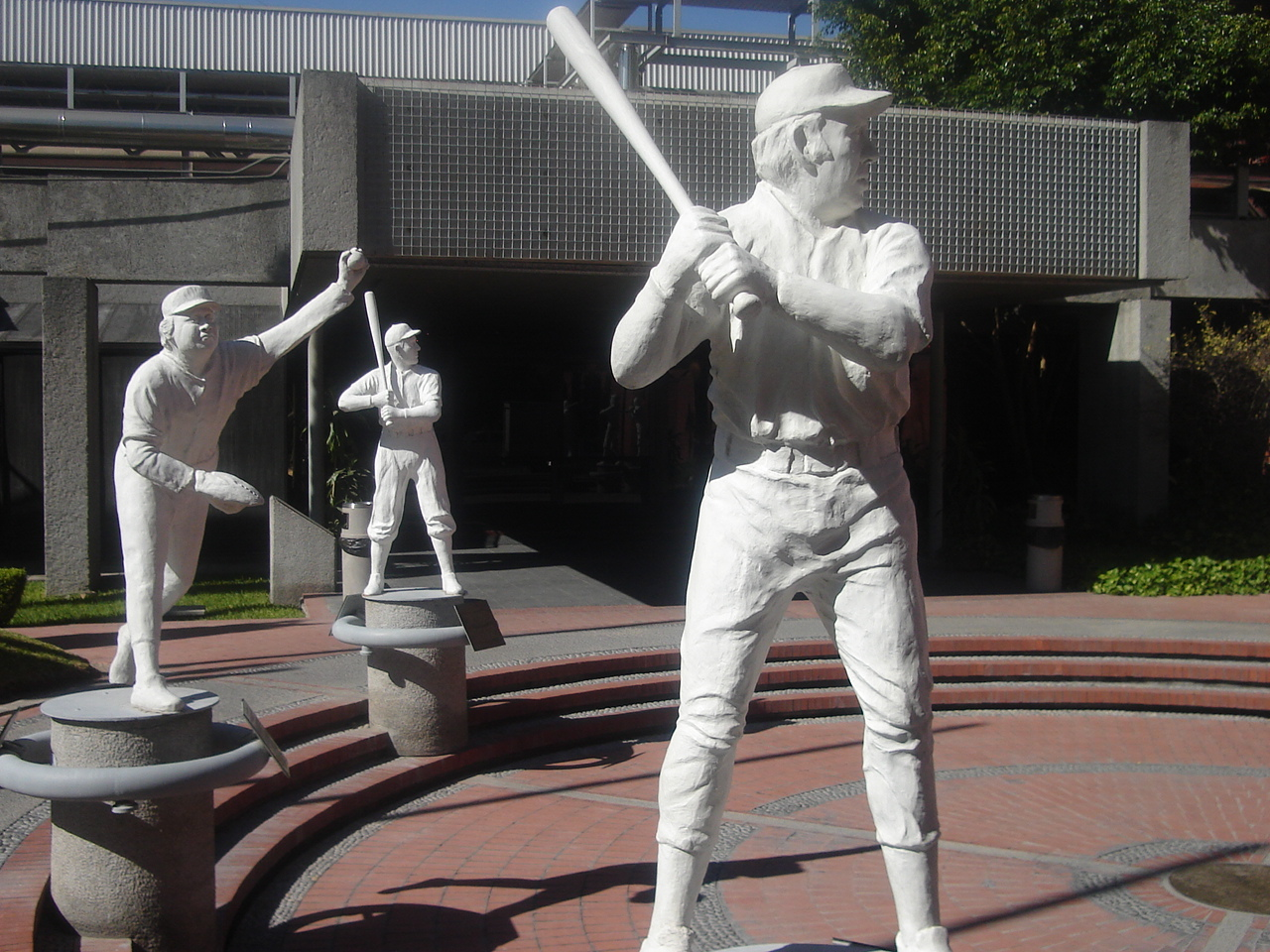
L'entrée du Salón en 2007.

Le Salón de la Fama del Beisbol Profesional de México (en espagnol), (Temple de la renommée du baseball professionnel mexicain), communément appelé Salón de la Fama, est un musée situé à Monterrey, Nuevo León. Le Salón commémore les Immortels, les personnes qui ont eu un effet profond sur le baseball au Mexique.
Le Salón compte 187 Immortels, dont 100 sont décédés. Ils sont 156 Mexicains, 16 Cubains, 14 Américains et 1 Portoricain.